# Deurne
Deurne este o comună în provincia Brabantul de Nord, Țările de Jos.

## Localități
Liessel, Vlierden, Neerkant, Helenaveen, Walsberg.